# 乔希·安德鲁斯
乔舒亚·马修·安德鲁斯（英語：Joshua Matthew Andrews，2001年10月16日—）是一名英格蘭足球運動員，司職後衛，現效力於英乙球會唐卡斯特流浪。

## 職業生涯
安德鲁斯在2009年便加入伯明翰，2018年獲得青訓獎學金，並在2020年4月簽下首份職業合約，為期兩年及一年選擇權。2021年2月1日他被外借至英乙球會哈洛格特鎮至季末，2月6日首次在職業聯賽上場，以替補身份換進參加以3-1擊敗克劳利镇的賽事。不久他便回傷而回母會伯明翰接受治療。
2021年8月10日，他褂外借到罗奇代尔整個賽季。一週後他便代表新球隊上場，參加以2-1不敵格林森林流浪的比賽，他是在24分鐘換入受傷的傑克·比斯利。之後在對北安普顿的比賽，他打進了職業生涯首顆進球使球隊取得首勝。可是他再一次受到傷患困擾，使他需缺席數星期比賽。傷癒後的安德鲁斯在12場比賽中打進4球。整個外借期間，他共在各項比賽上場22次打進5球。
2022年4月，伯明翰延長了安德鲁斯的合約一年。7月他被外借至另一英乙球會唐卡斯特流浪至2023年1月。